# Паметник на Радой Ралин
Паметникът на Радой Ралин се намира на площад „Радой Ралин“ в квартал „Изток“ в София, пред сградата на бившето кино „Изток“.
Автор на паметника, който е с височина 1,80 m, е дело на скулптора Георги Чапкънов. Открит е тържествено на 24 май 2012 г. Статуята в цял ръст и естествени размери е с разперени ръце и открити длани, а в краката му има котка.